# 통영오광대
통영오광대는 영남지방의 오광대(五廣大)놀이 중의 하나로, 대한민국 경상남도 통영시에 전해 오는 탈놀음이다. 1964년 12월에 국가무형문화재 제6호로 지정되었다.

## 통영오광대놀이의 가면
- 문둥이양반

문둥탈이라고도 한다. 바가지에 종이를 붙이고, 눈·코·귀, 비뚤어진 입, 그리고 문둥이 돌기를 두드러지게 만들었다. 검붉은 바탕에 종기는 희끗하게 칠하고 검은 탈보를 달았다. 눈과 입은 뚫렸고 귀는 뚫리지 않았다. 높이 29cm, 너비 30cm이다. 놀이복색은 남자평복(흰바지·저고리·색조끼)에 소고를 들었다.
- 홍색양반

홍백(紅白)탈이라고도 한다. 바가지와 나무로 만들었고 얼굴 왼쪽 반은 희고 오른쪽 반은 붉게 칠하였다(紅·白 兩姓의 二父之子임을 나타낸다고 한다). 높이 24cm, 너비 19.5cm이며 놀이 복색은 가면에 상응하는 홍·백 두 색으로 갈린 비단 도포를 입는다.
- 비틀양반

삐뚜리미탈이라고도 한다. 바가지에 모피를 입혀 눈과 입이 비뚤어지게 만들었다. 높이 23cm, 너비 19cm이며 놀이복색은 흰 평복바지와 저고리에 붉은 조끼.
- 곰보양반

손님탈이라고도 한다. 바가지와 털로 만들었는데 흰 바탕에 검은 점을 얼굴 전면에 찍어 곰보를 표시하였다. 눈썹은 털을 붙이고 귀는 그렸으며 입술은 붉게 칠한다. 높이 22cm, 너비 20.5cm. 놀이복색은 홍색 비단 도포, 주색 초립, 대나무 가지에 '강남서신사명(江南西神司命)'이라 써서 단 기를 든다.
- 검정양반

검정탈이라고도 한다. 바가지와 나무로 만들었는데 검은 바탕에 입술은 붉게 칠하고 오른쪽 눈은 둥글게 왼쪽 눈은 가로로 길게 만들었다. 코는 나무 조각을 깎아 붙였다. 높이 22cm, 너비 19cm이며 놀이복색은 검은 비단 도포를 입는다.
- 조리중

바가지와 나무로 만들었으며 흰 바탕에 눈썹을 짙게 칠했다. 높이 19cm, 너비 14cm이며 놀이 복색은 송낙·회색장삼에 흰 띠를 두르고 목탁을 가졌다.
- 원양반

바가지, 검은 털, 모피 조각, 나무조각 등으로 만들었으며 흰 바탕의 얼굴에 망건을 이마에 그렸고 모피 조각으로 눈썹을 붙이고 코 밑과 턱 밑에는 검은 수염을 달았다. 흰 이빨을 드러내게 만들었고 입술은 붉게 칠하였다. 높이 28cm, 너비 17cm이며 놀이복색은 옥색 무명도포, 정자관·행전을 치고 부채를 들고 지팡이를 짚는다.
- 둘째 양반

바가지와 검은 털·모피조각·나무조각으로 만들었고 얼굴 만드는 수법은 원양반과 같다. 다만 원양반은 얼굴이 둥글고 둘째 양반은 얼굴이 길쭉하다. 높이 27cm, 너비 21cm이며, 소지품은 같고 비단 초록색 도포를 입는다.
- 말뚝이

대바구니·종이·검은 털·모피조각·밧줄 등으로 만든다. 대바구니에 밧줄을 꼬아서 테를 둘러 눈·입을 만들고 그 위에 종이를 입히고 검붉은 채색을 하였다. 노란 눈썹털과 코 밑에 검은 수염을 달았으며 흰 이빨을 드러내고 입을 벌렸다. 양 볼에 혹을 달았다. 높이 40cm, 너비 37cm이며, 놀이복색은 패랭이·검은 쾌자에 더거리를 입고 채찍을 들었다.
- 팔선녀

모두 8개인데 바가지·나무 조각으로 만든다. 흰 바탕에 검은 눈썹, 연지·곤지를 찍었고 붉게 입술을 칠했으며 귀와 코는 나무 조각을 붙였다. 팔선녀 한 개의 높이는 22cm, 너비는 19cm이며 나머지 7개의 치수도 이와 거의 같다. 놀이복색은 여자 복색에 족두리를 썼다.
- 영노

비비새라고도 한다. 종이 쇠줄과 헝겊 등으로 만든다. 푸른색의 용의 머리 모양으로 만들었고 또 푸른 바탕색에 홍·백·청의 무늬를 그린 용신(龍身)을 길게 달았다. 얼굴 길이 38cm, 너비 21.5cm, 뿔 30cm, 용신의 전체 길이는 175cm이며 한 사람이 뒤집어 쓰고 용신 속에 들어가 대로 만든 호드기를 입에 물고 '후루룩, 삐삐' 소리를 낸다.
- 비비양반

영노양반이라고도 하며 바가지·모피조각·검은털·나무조각·종이 등으로 만들고 흰 바탕에 눈썹은 모피 조각, 코 밑과 턱 밑에 검은 수염을 달았다. 높이 21cm, 너비 19.5cm이며, 놀이복색은 푸른 도포·행전·갓·부채·죽장 등이다.
- 할미양반

영감이라고도 한다. 바가지·종이·모피 조각·검은 털 등으로 만드는데 흰 바탕에 눈썹·코밑 수염·턱밑 수염은 모피 조각과 털을 썼다. 귀는 담홍색을 하였고, 코 왼쪽은 붉은 칠을 하여 창병(瘡病)으로 결손된 것을 나타낸다. 높이 24cm, 너비 20cm이며 놀이복색은 갓·푸른 도포·행전, 부채·지팡이 등이다.
- 할미

할미광대라고도 하며, 나무·종이로 만든다(원래는 나무·바가지). 흰 바탕 얼굴의 양볼에는 연지를 그렸고 이마주름, 눈썹·속눈썹 등을 그렸다. 높이 24cm, 너비 18cm이며, 놀이복색은 머리 얹고 호장저고리(동저고리)에 몽당치마를 입었다.
- 제자각시

작은 어미·소모라고도 부른다. 바가지·나무 조각 등으로 만들며 흰 바탕에 연지·곤지를 그리고 입술도 붉게 칠했다. 코와 귀는 나무쪽을 붙여서 만든다. 높이 19cm, 너비 16.5cm. 놀이복색은 노랑저고리·분홍치마에 흰 손수건을 들었다.
- 상좌(갑)

바가지·모피 조각으로 만들었으며 흰 바탕에 연지와 턱 밑에는 붉은 검은 점을 찍었고 털눈썹을 붙였다. 높이 19cm, 너비 14cm이며, 놀이복색은 반홍(半紅)·반록(半綠)의 장삼과 고깔을 쓴다.
- 상좌(을)

바가지로 만드는데 흰 바탕의 양볼에는 연지, 턱 밑에는 붉은 점, 검은 눈썹을 그렸다. 놀이복색은 상좌(갑)와 같다.
- 봉사

나무와 모피 조각으로 만들었는데 흰 바탕 얼굴에 눈썹·코밑과 턱 밑에는 모피 조각을 달았고 눈·코는 나무조각으로 만들었다. 높이 24cm, 너비 20cm이며, 놀이복색은 갓·흰두루마기·지팡이·북 등이다.
- 애기

헝겊과 짚으로 만들었는데 짚을 헝겊으로 싸고 얼굴을 그려 만들었다. 크기 43cm이며 흰 옷을 입혔다.
- 작은상제

나무로 만들었는데 흰 바탕의 얼굴에다 눈썹·코 밑에는 수염 등을 그렸다. 높이 19cm, 너비 18cm, 굴건과 상복을 입고 대나무 지팡이를 짚는다.
- 큰상제

나무로 만들었는데 작은 상제와 같은 모양이고 턱 밑에 수염이 그려져 있는 것이 다르다. 높이 20cm, 너비 22cm이며 복색은 작은상제와 같다.
- 몽돌이

끝돌이라고도 하며 바가지로 만든다. 흰 바탕에 수염은 없고 눈썹을 검게 그렸다. 높이 20cm, 너비 18cm이며 머리에 수건을 쓰고 남자 평복을 입었다.
- 포수

나무로 만들었는데 흰 얼굴에 눈썹과 코밑수염을 그렸다. 높이 21cm, 너비 20cm이며, 놀이복색은 털관을 쓰고 망태를 메고 총을 들었다.
- 담보

대바구니에 종이를 입혔고 황토색과 홍청색 등의 채색을 하여 호랑이 비슷하게 만들었다. 눈썹이 달렸고 흰 이빨을 드러내고 있다. 검붉은 머리털과 이마에는 방울이 15개 달렸다. 얼굴 길이 40cm, 너비 40cm, 전체길이 195cm이며 청·황·홍·흑 등의 무늬를 그린 몸뚱이를 나타내는 긴 자루 속에 한 사람이 들어간다.
- 대로 만든 사자

키와 종이·모피 등으로 만들었는데 대나무 키에 종이를 입히고 청·홍·황·백 등으로 무늬를 그렸고 얼굴 가장자리에 모피를 둘렀다. 눈썹과 양 귀는 모피로 만들었고 머리털의 갈기는 담보와 같이 삼을 붉게 물들여 만들었으며 이마에 방울 30개를 달았다. 눈은 양철로 두드러지게 만들어 채색하였고 뚫지 않았다. 얼굴 길이 58cm, 너비 38cm, 전체 길이 305cm, 꼬리 길이 103cm이며 담보의 몸뚱이보다 큰 자루 속에 두 사람 내지 세 사람이 들어가 놀린다.

## 통영오광대의 기능보유자
6사람의 기능보유자가 위촉되어 있다.
- 오정두(吳正斗, 1900년생, 영노, 탈 제작, 악사)
- 김삼성(金三成, 1911년생, 큰어미, 사자탈)
- 유동주(劉東柱, 1917년생, 꼭두각시, 작은 어미, 포수,호적)
- 문창섭(文昌燮, 1918년생, 문둥탈, 말뚝이, 사자머리, 소무, 악사)
- 고영수(高永守, 1919년생, 손님 사자)
- 강연호(姜連浩, 1931년생, 큰어미, 꽹쇠)
- 강영구(姜永九, 1931년생, 말뚝이)
- 이기숙(李基淑, 1922년생, 원양반, 할미양반)

그 밖에도 장재봉(張在奉), 박정대(朴正大), 장용기(張容基) 등이 이 탈놀음을 전한 공로자들이다.

## 참조 자료
- 이 문서에는 다음커뮤니케이션(현 카카오)에서 GFDL 또는 CC-SA 라이선스로 배포한 글로벌 세계대백과사전의 내용을 기초로 작성된 글이 포함되어 있습니다.